# Nitrariàcies
Nitrariaceae és una família de plantes amb flors dins l'ordre Sapindals. Conté tres gèneres, Nitraria, Peganum i Tetradiclis, en total té 16 espècies.
Aquesta família té una distribució principalment a Àsia central, Àfrica del Nord i Europa occidental, però també hi ha espècies a Amèrica Central i Austràlia. Viuen en llocs àrids i semiàrids. Són plantes suculentes de 0,5 a 2 m d'alt.